# Trybuna Śląska
Die Trybuna Śląska (Schlesische Tribüne) war eine polnische regionale Tageszeitung, die von 1945 bis 2004 in Kattowitz herausgegeben wurde. In den Jahren 1945–1990 erschien sie unter dem Titel Trybuna Robotnicza (Arbeitertribüne) und war das regionale Presseorgan der Polnischen Vereinigten Arbeiterpartei.